# ۲۳۸۹ دیباج
سیارک ۲۳۸۹ (به انگلیسی: 2389 Dibaj، نامگذاری:1977QC1) دو هزار و سیصد و هشتاد و نهمین سیارک کشف شده‌است که در ۱۹ اوت ۱۹۷۷ کشف شد.
قدر مطلق سیارک برابر ۱۲٫۹۰ است.